# Cotton Valley
Cotton Valley är en kommun (town) i Webster Parish i Louisiana. Vid 2020 års folkräkning hade Cotton Valley 787 invånare.